# Аво (денежная единица)
Аво — первоначально разменная денежная единица португальских колоний Тимора и Макао, равная 1⁄100 патаки. В настоящее время 1⁄100 патаки Макао.

## Этимология
Значение слова «аво» — мелочь, мелкая монета, денежная единица. Является сокращением от «сентаво», разменной денежной единицы ряда португало- и испаноговорящих стран (1⁄100 португальского эскудо, аргентинского песо и многих других), или образовано непосредственно от суффикса -avo (от порт. oitavo, в свою очередь от лат. octavus), означающего «часть» при образовании числительных и производных от них слов («октава», исп. ochentavo, veinteavo — «восьмидесятый» и «двадцатый»). Отсюда же происходит и слово «сентаво» (порт. и исп. centavo).

## Разновидности
Аво являлось разменной денежной единицей двух валют:
- аво Макао — с 1906 года по настоящее время 1⁄100 патаки Макао[2][3][4];
- аво Тимора — с 1912 по 1958 год 1⁄100 тиморской патаки[5].

Возможно, как счётная денежная единица аво существовало и ранее — с 1894 года, когда патака была объявлена основной денежной единицей Макао и Португальского Тимора, но в виде монет и банкнот начала выпускаться только с 1906 года.